# ليا مورينو يونغ
ليا مورينو يونغ (بالإنجليزية: Lea Moreno Young)‏ هي ممثلة أمريكية، ولدت في 10 نوفمبر 1977 في ميسيون فيجو في الولايات المتحدة.

## وصلات خارجية
- ليا مورينو يونغ على موقع IMDb (الإنجليزية)
- ليا مورينو يونغ على موقع قاعدة بيانات الفيلم (الإنجليزية)